# Mesihovina
Mesihovina es un pueblo de la municipalidad de Tomislavgrad, en Bosnia y Herzegovina.

## Superficie
Posee una superficie de 25,63 kilómetros cuadrados.

## Demografía
Hasta 2013 la población era de 978 habitantes.